# Финдли (Огайо)
Фи́ндли (англ. Findlay) — город в США, центр округа Ханкок, штат Огайо. Согласно результатам прошедшей в 2010 году переписи населения, население города составляет 41202 человека, что на 5,7 % больше, чем в 2000 году. Площадь города составляет 44,8 кв. км, из которых 44,5 кв. км приходятся на сушу, а 0,3 кв. км — на воду; город стоит на реке Блэнкард.
Город основан в 1821 на месте форта, возведённого в 1812 году в ходе Англо-американской войны. Первоначальное написание названия англ. Findley к 1870 было вытеснено современной формой, англ. Findlay. Рост города связан с открытием здесь в 1896 году месторождений полезных ископаемых. Город сильно пострадал в результате разрушительного наводнения 2007 года на Среднем Западе.
В Финдли размещаются 15905 домохозяйств, 10004 семьи. Крупнейшие работодатели города — Blanchard Valley Health System (1928 рабочих), Cooper Tire & Rubber Company (1865 нанятых), Whirlpool Corporation (1350), Marathon Oil Corporation (1599) и другие предприятия. В городе присутствует собственный аэропорт, принимающий как гражданские рейсы (96 % пассажиропотока), так и частные(2%) и военные (2%) заказы. Среди образовательных учреждений — одноименный, основанный в 1882 году  университет (англ. University of Findlay), в котором обучаются 3350 студентов по программам бакалавриата и 1250 — в магистратуре; здесь трудятся 541 человек (10-е место среди работодателей г. Финдли).
Мэр города — Лидия Михалик, глава городского совета — Джон Урбански.